# Boite mac Cináeda

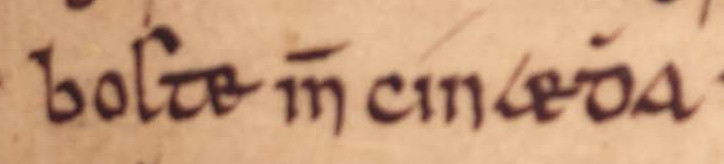
Un extracto del folio 39 del manuscrito Oxford Bodleian Library MS Rawlinson B 489 (los Anales de Ulster). El extracto se refiere a Boite mac Cináeda.

Boite mac Cináeda («Boite hijo de Kenneth»; también, Bodhe, Boedhe, etc.; de la Casa de Alpin, fallecido en 1058) fue un príncipe escocés, hijo de Kenneth II de Escocia (Cináed mac Maíl Coluim) o de Kenneth III de Escocia (Cináed mac Duib).
Fue el padre de Gruoch de Escocia y amigo de Findláech de Moray, el padre de Macbeth de Escocia. Organizó el matrimonio de Macbeth y Gruoch en 1032, lo cual permitió a Macbeth asumir el trono de Escocia en 1040. Posteriormente, estuvo detrás de la efímera ascensión al trono de su nieto, Lulach I de Escocia, en 1057.
Una versión ficticia de este personaje apareció en la serie de animación Gargoyles.